# آرمن اوگانسیان
آرمن اوگانسیان (ارمنی: [] Error: {{Lang}}: فاقد متن (راهنما); روسی: Оганесян, Армен Гарникович؛ زادهٔ ۴ آوریل ۱۹۵۴) ویراستار و شخصیت رادیویی ارمنی‌تبار اهل روسیه است که از آوریل ۱۹۹۳ تا ۲۳ اکتبر ۲۰۰۸ مدیر عامل اجرایی ایستگاه رادیویی صدای روسیه بود.

## زندگی‌نامه
در ۴ آوریل ۱۹۵۴ در مسکو به دنیا آمد. وی در دپارتمان روزنامه‌نگاری دانشگاه دولتی مسکو تحصیل نموده‌است. وی از سال ۱۹۷۶ در رادیو و تلویزیون اتحاد شوروی فعالیت می‌کرد. وی عضو اتحادیه نویسندگان روسیه نیز می‌باشد